# Imposex
Imposex är en störning hos havslevande snäckor som orsakas av vissa miljögifter. Dessa ämnen medför hormonrubbningar som leder till att honor utvecklar hanliga könsorgan (penis och sädesledare).

## Ämnen som orsakar imposex

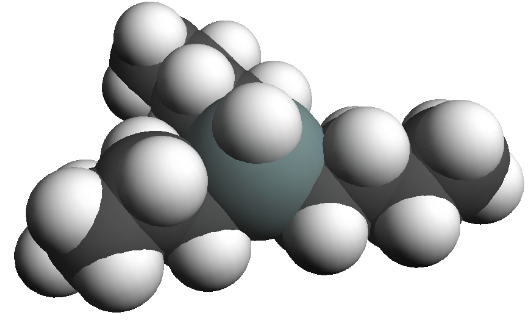
Kalottmodell av tributyltennhydrid

Det första ämne som konstaterades orsaka imposex var tributyltenn (TBT) som kan vara verksamt vid mycket låga koncentrationer, men senare studier har påvisat att andra ämnen som trifenyltenn och etanol kan vara imposexframkallande. TBT har använts som tillsats i bottenfärg för fartyg och påverkar honorna hos arterna purpursnäcka (Nucella lapillus), Voluta ebraea, Olivancillaria vesica, Stramonita haemastoma och mer än 200 andra marina snäckor.
Tributyltenn är sedan 2003 förbjudet av Internationella sjöfartsorganisationen.

## Missbildningar
Hos purpursnäckan blockerar en utväxande penis hos imposex-honor gradvis äggledaren, men äggproduktionen fortsätter. Senare imposex-stadier innebär sterilitet och en för tidig död hos fertila honor, vilket kan påverka hela populationen.

## Bioövervakning
Imposex-stadierna hos honor av purpursnäcka och andra snäckor, som stor tusensnäcka (Peringia ulvae) och stor nätsnäcka (Nassarius nitidus) i Östersjön, används för övervakning av tributyltenn-nivån i havet. De två index som används för övervakningen är RPSI (relativ penisstorlex hos honor i förhållande till hanar) och VDSI (Vas Deferens Sequence Index: summan av imposexstadier hos alla insamlade honor dividerat med antalet undersökta honor).